# Mary Ann Byrne
Pour les articles homonymes, voir Byrne.
Mary Ann Byrne (9 septembre 1854 - 4 novembre 1894) est une nationaliste irlandaise.

## Biographie
Mary Ann Byrne est née Mary Ann Moneypenny sur Haddington Road, à Dublin, le 9 septembre 1854. Elle est la deuxième fille d'un plâtrier, Arthur Moneypenny, et de Frances (née Kelly). Elle épouse Frank Byrne dans l'église catholique St Mary, Dukinfield d'Ashton-under-Lyne le 9 septembre 1876. Tous deux vivent à l'époque à Peel St, Dukinfield. Engagée pour la cause nationaliste irlandaise, elle livre les couteaux chirurgicaux utilisés dans l'assassinat du sous-secrétaire permanent Thomas Henry Burke et du nouveau secrétaire en chef pour l'Irlande, Lord Frederick Cavendish (les meurtres de Phoenix Park), aux Irish National Invincibles en février 1882, alors qu'elle est enceinte de sept mois, cachant les couteaux sous ses jupes. À une autre occasion, elle livre deux revolvers, un fusil et une grande quantité de munitions à d'autres Invincibles,.
La preuve de James Carey impliquant Byrne dans les meurtres de Phoenix Park, a conduit à son arrestation à son domicile sur Avondale Road, Peckham Rye, au sud de Londres en février 1883. Cependant, Carey ne l'identifie pas positivement au tribunal comme étant la femme qui a livré les armes ; elle est donc libérée. Quelques semaines plus tard, elle se rend en Amérique pour y rejoindre son mari. Lors d'une réunion à New York pour honorer les Invincibles exécutés en mai 1885, elle est présentée avec un « sac bien rempli » et est déclaré une « petite femme courageuse » qui est « aussi vraie que l'acier pour toutes ces idées héroïques de la féminité qui caractérisent le caractère féminin de l'Irlande. » Elle devient membre d'un comité américain de femmes qui érige un monument à Patrick O'Donnell, exécuté pour avoir tué James Carey, à Glasnevin en avril 1887,.
Byrne commence à être atteinte de paralysie trois ans avant la mort de son mari en 1894. Pensant être sur le point de mourir, elle déclare à un journaliste américain que Parnell n'était pas lié aux Invincibles en juin 1894. Elle meurt le 4 novembre 1894 et est enterrée avec son mari au Old Saint Marys Cemetery à Pawtucket, à Rhode Island.